# Tampa Bay Automobile Museum
Le Tampa Bay Automobile Museum (Musée automobile de la baie de Tampa), situé dans l'aire urbaine de Tampa Bay au centre-ouest de la Floride à Pinellas Park, expose des automobiles historiques du XXe siècle. Tous les véhicules exposés appartiennent à la collection d'Alain Cerf, un ingénieur et entrepreneur français installé en Floride.
La collection met l'accent sur des voitures qui font preuve d'une créativité toute particulière et une forme d'imagination dans leur histoire et dans leur conception. Cela inclut de rares précurseurs dans le domaine de la traction avant, des voitures aérodynamiques Tatra à moteur arrière, des Mercedes-Benz à moteur arrière, des Citroën ainsi que la seule voiture encore existante conçue par l'ingénieur français Émile Claveau, la Claveau 56. Le musée détient aussi une réplique à l'échelle un et fonctionnelle du fardier de Cugnot.

## Galerie

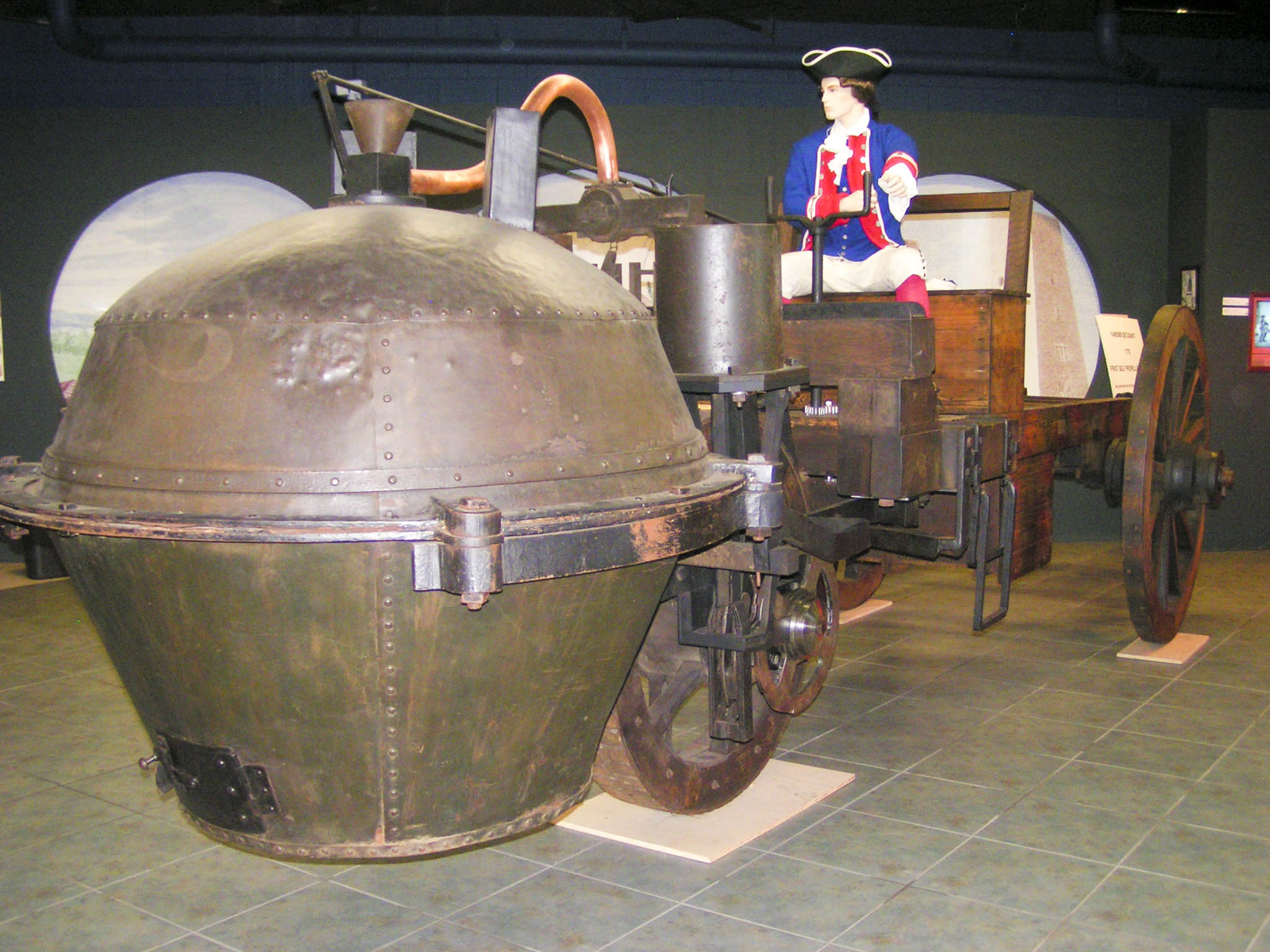
Fardier de Cugnot
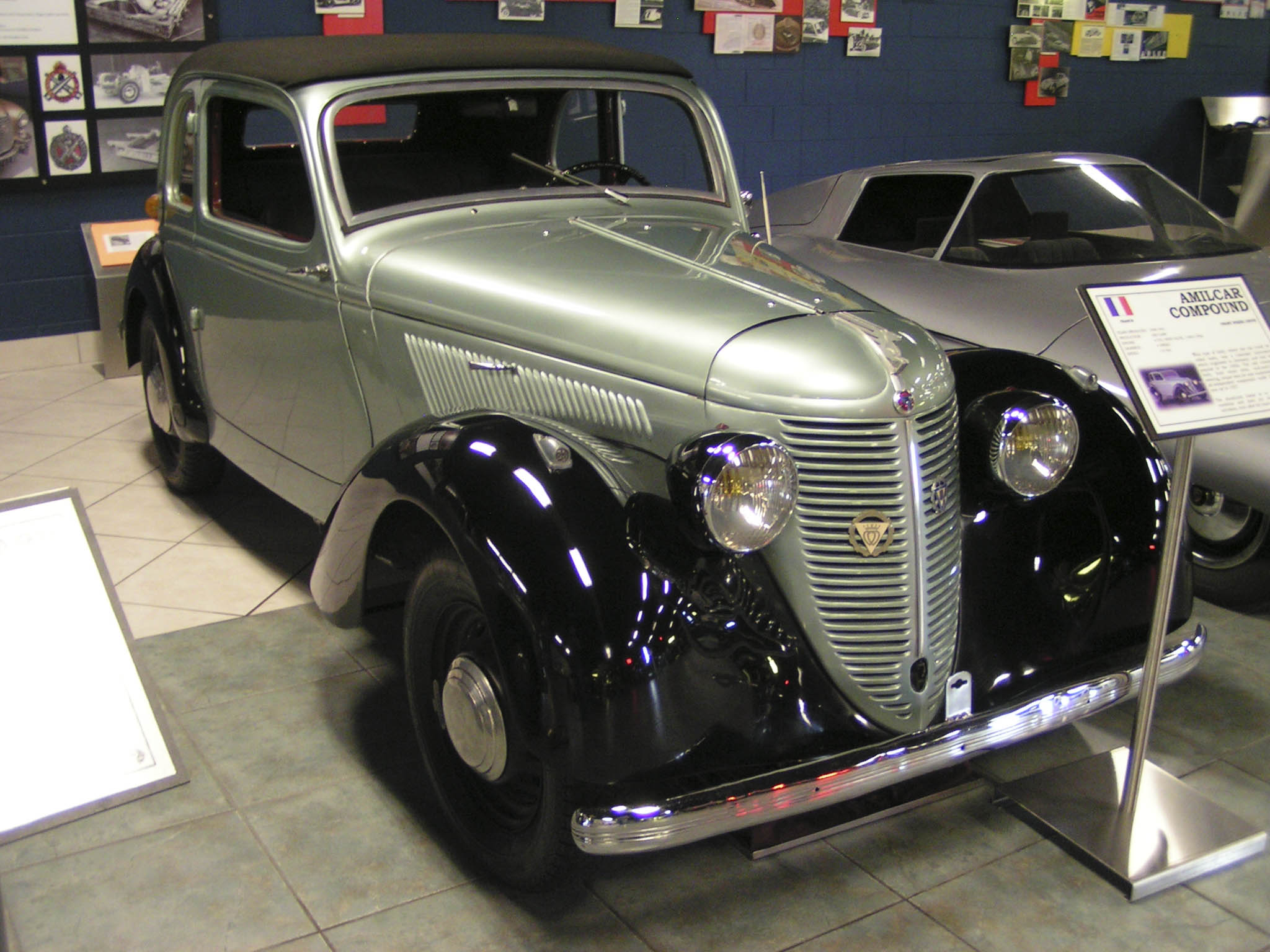
Amilcar Compound
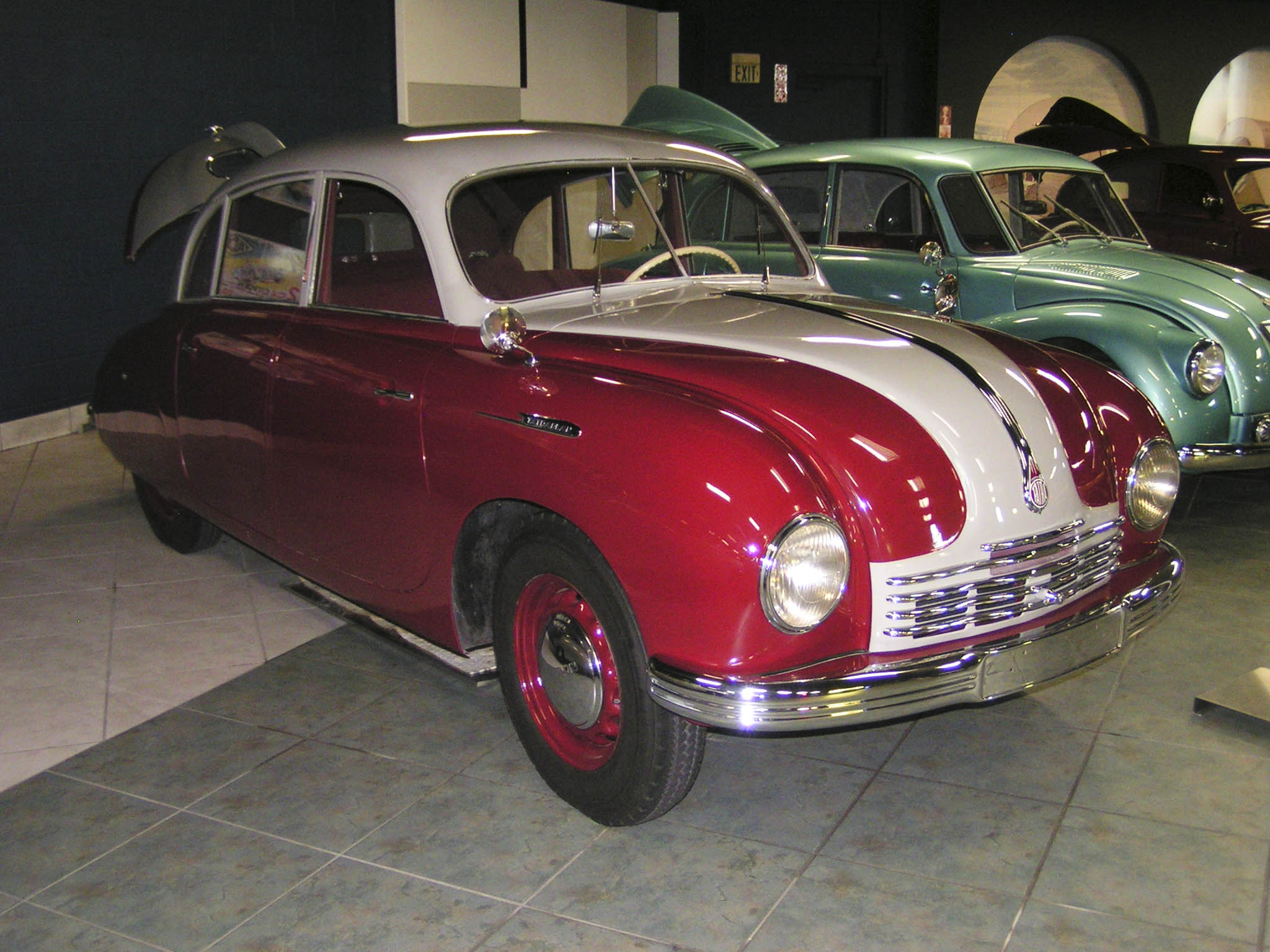
Tatra 600
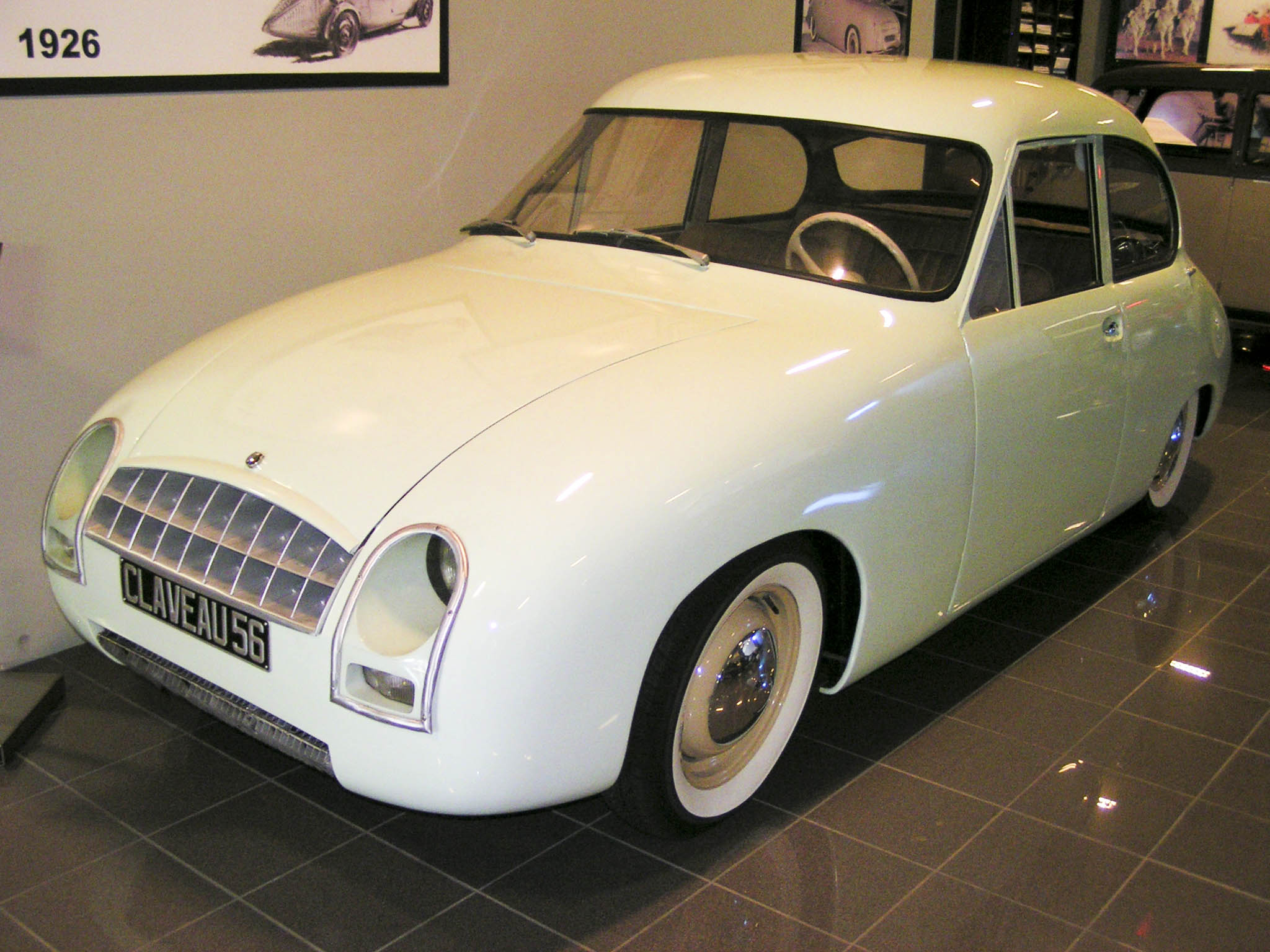
Claveau 1956
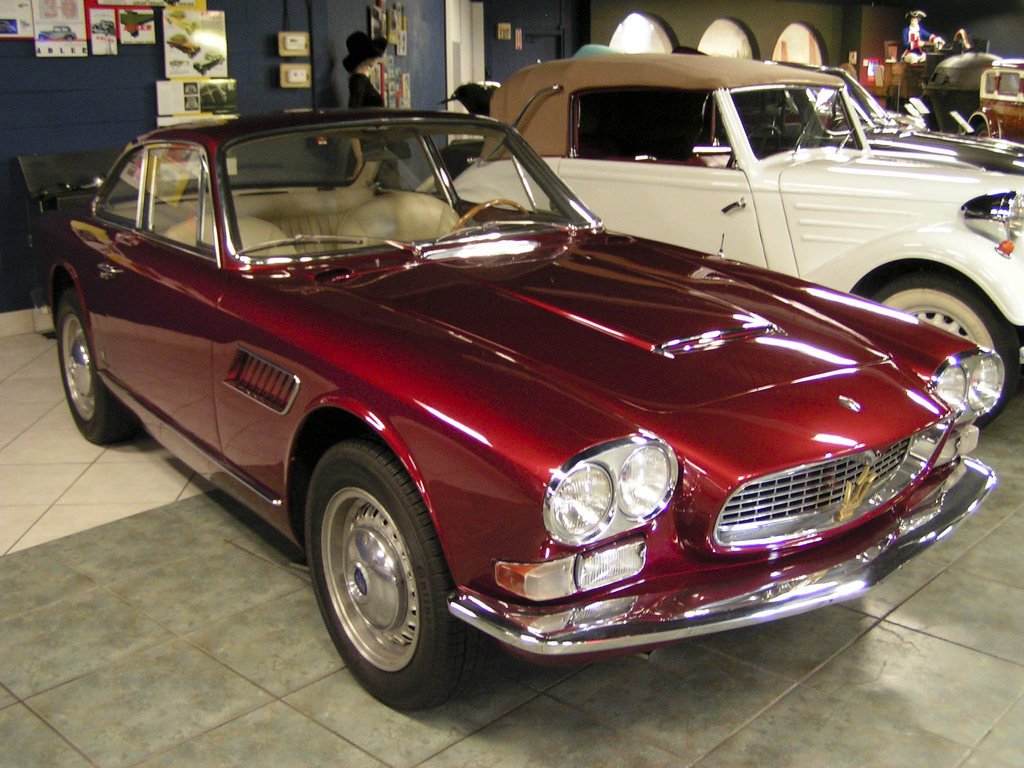
Maserati Sebring